# Vængsø
Vængsø er en 15,7 hektar stor lavvandet sø, med en middeldybde på ca. 1,2 m, beliggende nord for Sønder Vissing i Horsens Kommune i Midtjylland. Den har afløb  igennem Møllebækken, der løber til Gudenåen. Den har tidligere været stærkt forurenet, men har været omfattet af et naturgenopretningsprojekt hvor man fjernede tilførsel af spildevand og opfangning af  især de dominerende skaller og brasen i perioden fra 1986 – 1988. I alt 4 tons fisk blev opfisket fra Vængsø, og det havde en klar positiv effekt
på både vandkemi, planktonsamfund, fiskesammensætning og undervandsvegetation.  

## Eksterne kilder og henvisninger
1. ↑  Sørestaurering i Danmark Del II: Eksempelsamling, Danmarks Miljøundersøgelser
Aarhus Universitet: 
Faglig rapport fra DMU nr. 636, 2007

56°2′8.88″N 9°39′15.24″Ø / 56.0358000°N 9.6542333°Ø